# سيغنال.إم دي
إشارة.إم دي (シグナル・エムディ) (シグナル・エムディ) هو استوديو للرسوم المتحركة اليابانية  تأسس في عام 2014 من خلال برودكشن آي جي، باعتبارها واحدة من شركات التابعة آي جي بورت.

## التأسيس
أعلن في سنة 2014 أنه تم تشكيل استوديو تحريك جديد يُدعى سيغنال.إم دي.. هدفه هو أن يكون لتطوير التكنولوجيا الرقمية الكاملة المتحركة والأجهزة الذكية. فإنه سيتم أيضا بناء على أساس إنتاج الأنمي الموجهة للأطفال والأسر (بما في ذلك Pokémon: Destiny Deoxys, Pokémon the Movie: Black—Victini و Reshiram و White—Victini و Zekrom, و بوكيمون أوريجينز). برودكشن آي جي عضو مجلس إدارة كاتسوجي موريشيتا عُين رئيسا لـ سيغنال.إم دي.

## الأعمال

### مسلسلات
- Tantei Team KZ Jiken Note (2015–2016)
- Atom: The Beginning (2017، بالتعاون مع OLM وProduction I.G)
- Recovery of an MMO Junkie (2017)
- مارز ريد (2021)
- بلاتينوم إيند (2021)
- الأطفال خارجا (غير معروف)

### الأفلام
- Colorful Ninja Iromaki (2016)
- Cyborg 009: Call of Justice (2016، بالتعاون مع OLM)
- Napping Princess (2017)[2]

## وصلات خارجية
- الموقع الرسمي (باليابانية)

- إشارة.إم دي على موقع IMDb (الإنجليزية)